# Cheilotrichia (Empeda) cheloma
Cheilotrichia (Empeda) cheloma is een tweevleugelige uit de familie steltmuggen (Limoniidae). De soort komt voor in het Oriëntaals gebied.